# Adolfo Contte
Adolfo Contte (Corrientes, 20 de enero de 1859 - íd., 16 de julio de 1938) fue un abogado, docente, periodista y político argentino, que ejerció como gobernador de la provincia de Corrientes entre 1919 y 1921.

## Biografía
Era hijo de un inmigrante francés que había combatido durante el sitio de Montevideo (1843-1851). Tras recibirse de abogado en 1887, ocupó varios cargos judiciales en su provincia natal y en el vecino Territorio Nacional del Chaco; asesor letrado de la gobernación de este último, profesor en el Colegio Nacional y en la Escuela Normal de Corrientes, ocupó además varios cargos administrativos.
Afiliado al Partido Liberal de Corrientes, en 1893 fundó el periódico El Trabajo, órgano político del gobernador liberal Valentín Virasoro, y que no duraría más allá del final del mandato de éste. En 1894 fue elegido senador provincial, y dos años más tarde Diputado Nacional por su provincia. En 1897 fue candidato a gobernador por la fracción mitrista del Partido Liberal, perdiendo las elecciones frente a Juan Esteban Martínez.
De regreso a Corrientes ejerció cargos en la magistratura. Fue miembro de las Convenciones Reformadoras de la Constitución en 1903 y 1913. A principios de 1909, en medio de una crisis política de máxima gravedad, fue uno de los firmantes del acuerdo entre el Partido Liberal y el Autonomista, por el cual ambos partidos se turnarían para ocupar los cargos electivos, en un lejano antecedente del Pacto Autonomista - Liberal; no obstante, ocho años más tarde lideró la fracción del Partido Liberal que se opuso a un nuevo acuerdo con el autonomismo. Por esos años fundó el periódico El Liberal, órgano oficial del Partido Liberal.
Tras la intervención federal decretada por el presidente Hipólito Yrigoyen, las elecciones para el colegio electoral de gobernador del 6 de abril de 1919 dieron un resultado dividido: la Unión Cívica Radical obtuvo 9 electores, la Concentración Cívica —unión de fracciones liberales y autonomistas— 8, el Partido Autonomista 8, la Unión Cívica Radical Antipersonalista 4 y el Partido Liberal —al que pertenecía Contte— sólo un elector. Dado que se requerían catorce electores para elegir gobernador, y todos los partidos opositores al gobierno nacional deseaban evitar la victoria del oficialismo, el senador nacional y exgobernador autonomista Juan Ramón Vidal organizó una alianza entre los mismos para la elección de un mismo candidato a gobernador, que fue Contte; la misma se vio favorecida por el repentino fallecimiento del candidato radical Ángel S. Blanco. No obstante que Contte obtuvo solamente once votos, los electores radicales se retiraron del Colegio, ignorando que el presidente había ordenado al interventor designar gobernador a quien obtuviera la primera minoría, aún si no alcanzase a los catorce votos requeridos; el interventor se vio obligado a proclamar gobernador a Adolfo Contte, que sólo había obtenido un elector. Lo acompañaría como vicegobernador el autonomista Edmundo Resoagli.
Su período debía completar el mandato iniciado en diciembre de 1917; justamente el fracaso de la elección de gobernador para ese período había causado la intervención federal, de modo que se interpretaba que la elección de abril de 1919 reemplazaba a la frustrada de noviembre de 1917.
Fueron sus ministros J. Honorio Silgueira —que muchos años más tarde sería ministro de la Revolución del 43— y Domingo Danuzzo. Su mandato no fue especialmente fructífero, jaqueado por el desorden administrativo que se arrastraba desde años atrás, resultado a su vez de la inestabilidad política. De modo que Contte concentró sus esfuerzos en fortalecer las arcas fiscales, reorganizando el cobro de impuestos y estableciendo dos nuevos, sobre la explotación de tabaco y sobre las sucesiones. Entre las escasas obras públicas que llevó adelante se contó un Hospital de Infecciosos en la capital, que se instaló en el refaccionado edificio anteriormente destinado a arsenal; por lo demás, se realizaron obras de mantenimiento y mejoras en numerosas escuelas y defensas contra las inundaciones. También se sancionó la Ley Orgánica de Municipalidades, declaró la autonomía de las municipalidades de Mercedes y Curuzú Cuatiá, y se estableció de forma definitiva el Escudo de la provincia de Corrientes.
En las elecciones para elegir sucesor, Contte hizo valer su influencia junto con Vidal para mantener en pie la alianza entre ambos partidos, con lo que se logró la fácil victoria del autonomista José E. Robert, favorecido además por la abstención radical. No obstante que el gobernador se mostraría incapaz de sostener pacíficamente el acuerdo entre los partidos tradicionales, el mismo se mantuvo, parcialmente gracias al recuerdo del pacífico y ordenado gobierno de Contte.
Después de su paso por la gobernación, tras algunos años alejado de funciones públicas, en 1926 fue miembro del Superior Tribunal de Justicia de la provincia. Desde entonces su actividad política mermó considerablemente debido a una larga enfermedad, que finalmente causó su fallecimiento en el año 1938.
Además de una calle en la capital correntina y en la ciudad de Córdoba, llevan su nombre dos escuelas: una en la isla Apipé, frente a Ituzaingó (Corrientes) y otra en Laguna Paiva (Santa Fe).
Su hermana Josefina Contte fue la fundadora de la Academia de Bellas Artes e Idiomas de la ciudad de Corrientes, creada en 1907.